# Cedusa flynni
Cedusa flynni är en insektsart som beskrevs av Kramer 1986. Cedusa flynni ingår i släktet Cedusa och familjen Derbidae. Inga underarter finns listade i Catalogue of Life.